# Töpferwespen

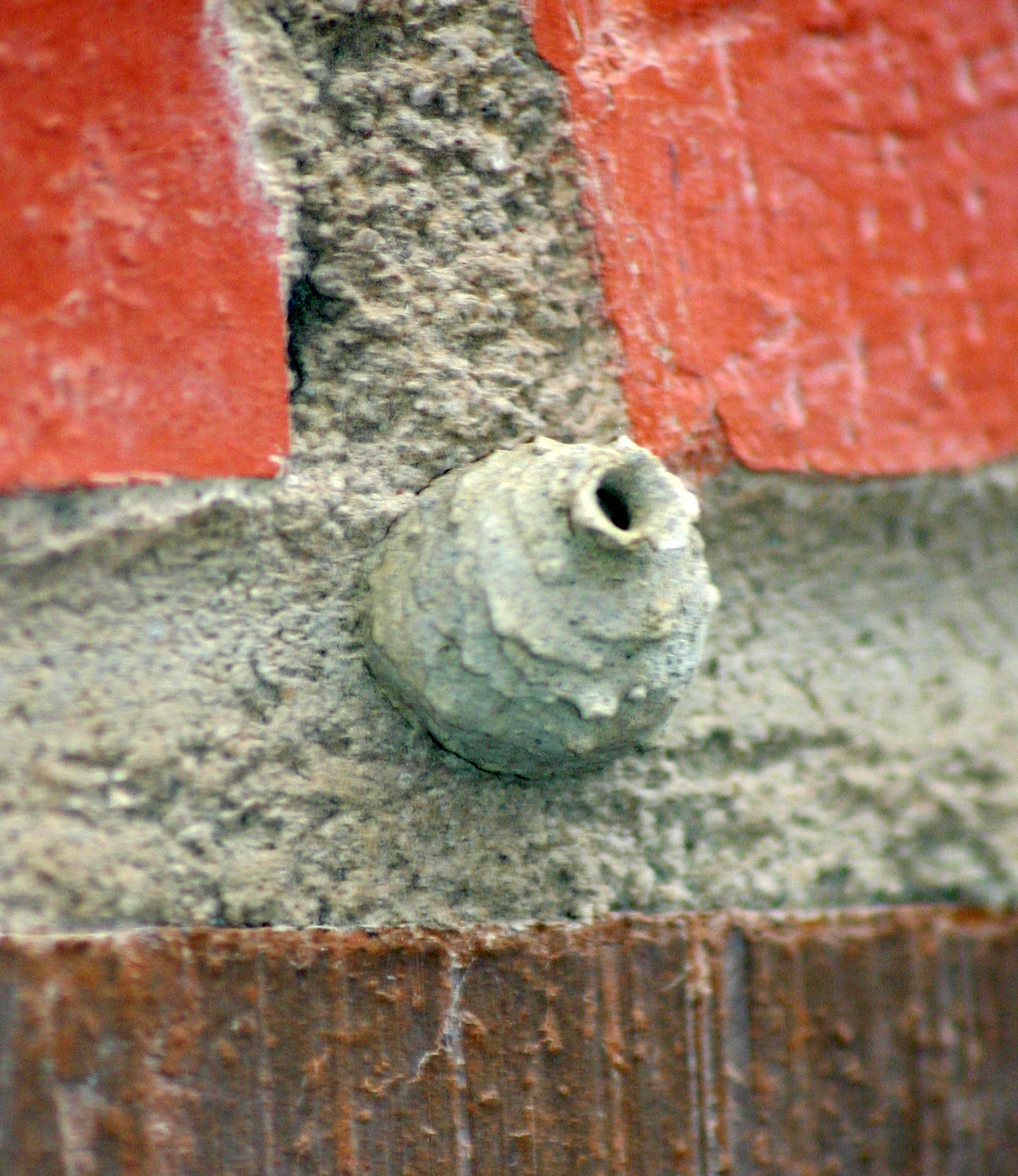
Nest einer Töpferwespe

Bei den Töpferwespen (Eumenes), auch als „Pillenwespen“ bezeichnet, handelt es sich um eine Gattung der Solitären Faltenwespen. Das Taxon wurde 1802 von dem französischen Entomologen Pierre André Latreille eingeführt.

## Namensherkunft
Der Gattungsname leitet sich von dem aus dem Altgriechischen stammenden (maskulinen) Begriff Εὐμένης (Euménēs) ab mit der Bedeutung „gnädig, freundlich, mit ruhigem Gemüt“. Der Begriff setzt sich aus den Wortteilen eû für „gut“, ménos für „Geist“ und -es, ein Suffix, das ein Adjektiv in ein Substantiv umwandelt, zusammen. Eumenes ist weiterhin der Name mehrerer historischer Figuren.
Es gibt noch eine feminine Form Εὐμενίς (Eumenís), die gelegentlich als Namensherkunft der Gattung genannt wird. Die Gattung ist jedoch maskulin.

## Lebensweise
Das Weibchen baut aus einem Lehmgemisch einzelne Brutzellen, die auf Holz oder Stein aufgesetzt oder an Pflanzenstängeln gehängt werden. In die Brutzelle wird ein Ei abgelegt.
Anschließend geht das Weibchen auf Jagd, betäubt die Beute (Schmetterlingsraupen, Käferlarven und andere Insektenlarven) mit einem Stich ihres Stachels und trägt sie dann fliegend zum Nest. Abschließend wird die Zelle komplett verschlossen.

## Verbreitung
Die Gattung Eumenes ist fast weltweit verbreitet.

## Innere Systematik
Die Gattung Eumenes umfasst etwa 106 beschriebene Arten sowie 46 Unterarten. Die Gattung wird in zwei Untergattungen gegliedert: Die Untergattung Eumenes beinhaltet u. a. alle europäischen Arten; die kleine in der Neotropis verbreitete Untergattung Zeteumenoides Giordani Soika, 1972 beinhaltet Arten mit einem sehr schlanken ersten metasomalen Tergit.

### Arten in Deutschland
In Deutschland ist die Gattung Eumenes mit 8 Arten vertreten.
- Eumenes coarctatus (Linnaeus, 1758) – Westpaläarktis, Mittlerer Osten, Sibirien
- Eumenes coronatus (Panzer, 1799) – Westpaläarktis
- Eumenes mediterraneus Kriechbaumer, 1879 – Westpaläarktis, Sibirien
- Eumenes papillarius (Christ, 1791) – Westpaläarktis
- Eumenes pedunculatus (Panzer, 1799) – Westpaläarktis
- Eumenes pomiformis (Fabricius, 1781) – Westpaläarktis, Korea
- Eumenes sareptanus André, 1884 – Westpaläarktis
- Eumenes subpomiformis Bluethgen, 1938 – Westpaläarktis

### Weitere Arten in Europa
In Europa kommen insgesamt 13 Arten vor. Neben den 8 in Deutschland vorkommenden Arten sind dies:
- Eumenes cyrenaicus Bluethgen, 1938 – Nordafrika, Südspanien, Malta, Sizilien
- Eumenes dubius Saussure, 1852 – Mittelmeerraum, Schwarzmeerregion
- Eumenes punctaticlypeus Giordani Soika, 1943 – Mittelmeerraum, Schwarzmeerregion
- Eumenes sardous Guiglia, 1951 – Korsika, Sardinien
- Eumenes tripunctatus (Christ, 1791) – Halbinsel Krim, Sibirien